# Air and Rain: the Beginnings of a Chemical Climatology

Air and Rain: the Beginnings of a Chemical Climatology est un ouvrage écrit en 1872 par Robert Angus Smith un grand chimiste écossais et publié par la grande maison d'édition Longmans, Green, and Co. Ce livre traite en 600 pages de la pollution atmosphérique et pose pour la toute première fois la définition du terme de pluie acide. Bien qu'il ne fut jamais traduit, Air and Rain: the Beginnings of a Chemical Climatology reste pour les chimistes de notre temps un ouvrage de référence. 
Cependant, l'œuvre a susciter l'intérêt de plusieurs savants français. C'est pourquoi, Air and Rain: the Beginnings of a Chemical Climatology va peut-être être traduit dans la langue française dans le but de la vulgarisation de cet écrit scientifique. 